# San Gregorio Catania Rugby
L'ASD San Gregorio Catania Rugby fu un club italiano di rugby a 15 con sede a San Gregorio di Catania.
Fondato nel 1990, il massimo risultato sportivo del club fu la disputa del campionato di Eccellenza 2011-12, prima divisione nazionale; alla successiva retrocessione in serie A1 fece seguito il collasso finanziario che portò il club a ritirare la formazione dopo sette incontri di stagione regolare.
La squadra disputava gli incontri interni al centro sportivo Monti Rossi di Nicolosi, comune nella città metropolitana di Catania.

## Storia
Il club fu fondato nel 1990 a San Gregorio di Catania.
Nell'estate 2005 la squadra viene promossa in serie B; dopo tre stagioni in B, nel 2008 arriva una storica promozione in serie A2: il campionato di 2007-08 si conclude con un secondo posto in classifica; ai play-off promozione la formazione si aggiudica il doppio confronto con l'Amatori Milano, centrando la promozione. Durante la stagione sportiva successiva la squadra milita nella terza divisione nazionale, il campionato di serie A2, salvandosi agevolmente. L'anno dopo, vince il campionato 2009-10 giungendo al primo posto, che assicura la promozione in A1, ed accede ai play-off per la promozione in prima divisione. Sconfitta nel doppio confronto di semifinale dal Noceto, nonostante la vittoria tra le mura amiche del Monti Rossi, si arrende anche nella finale per il 3º posto contro il Mogliano sul campo neutro di Roma. Nella stagione successiva di serie A1 2010-11, il San Gregorio conquista il secondo posto in stagione regolare, strappando nuovamente il pass per i play-off: contro il Firenze 1931 il complessivo delle due partite finisce in parità, ma i toscani si aggiudicano la semifinale per un maggior numero di mete segnate. Tuttavia, durante l'estate, in seguito al fallimento della Rugby Roma, viene ripescata in Eccellenza.
La stagione d'esordio in Eccellenza è deludente e, nonostante le tre vittorie contro Rovigo, L’Aquila e Petrarca maturate sul campo, la stagione si conclude con l'immediata retrocessione in A1. Nel Trofeo Eccellenza i siciliani ottengono due vittorie nel girone B contro L’Aquila e S.S. Lazio, fermandosi però alla prima fase.

La stagione di serie A1 2012-13 comincia con gli annunci di supporto del presidente Rosario Roberto Valastro ad enti e istituzioni pubblici e privati alla causa verde-blu ma, nel mese di dicembre, il San Gregorio Catania Rugby annuncia il ritiro dal campionato della prima squadra per motivi economici, pur continuando l'attività del settore giovanile.

## Cronologia
| Cronistoria dell’ASD San Gregorio Catania Rugby |
| --- |
| - 1990 · Fondazione dell'A.S. Rugby San Gregorio - 1990-91 · - 1991-92 · - 1992-93 · - 1993-94 · - 1994-95 · - 1995-96 · - 1996-97 · - 1997-98 · - 1998-99 · - 1999-2000 · - 2000-01 · - 2001-02 · - 2002-03 · - 2003-04 · in serie C girone Sicilia/Calabria - 2004-05 · in serie C girone Sicilia promozione in serie B - 2005-06 · 7ª in serie B girone D - 2006 · Cambio denominazione societaria in ASD San Gregorio Rugby - 2006-07 · 4ª in serie B girone D - 2007-08 · 2ª in serie B girone D; vittoria spareggio promozione promozione in serie A2 - 2008-09 · 8ª in serie A2 - 2009 · Assume la denominazione ASD San Gregorio Catania Rugby - 2009-10 · 1ª in serie A2; sconfitta finale 3º posto play-off promozione Eccellenza promozione in serie A1 - 2010-11 · 2ª in serie A1; sconfitta semifinale play-off promozione ripescaggio in Eccellenza - 2011-12 · 10ª in Eccellenza retrocessione in serie A1 Prima fase del Trofeo Eccellenza - 2012-13 · in serie A1; ritiro dal campionato durante la stagione regolare |